# 印第安诺拉市立机场
印第安诺拉市立机场（英語：Indianola Municipal Airport）是位于美国森弗劳尔县的一座公共机场。该机场归印第安诺拉市所有，位于该城中央商务区西北方向2海里（4公里）处。
该机场被列入2011-2015年度国家综合机场系统规划，并被归为通航机场。2010年，机场获得88,997万美元的美国联邦航空管理局机场改善计划拨款以修复信标系统及新建供水设施
虽然大部分美国机场使用相同的美国联邦航空管理局和國際航空運輸協會三字位置标识符，但该机场仅有FAA的IDL码，而IATA上查无此码。

## 历史
机场于第二次世界大战期间通航，时称印第安诺拉辅助飞行场，作为辅助训练场暨格林维尔陆军机场培训飞行员的航校。机场于1947年1月转为民用。

## 机场设施及飞机
印第安诺拉市立机场占地600英亩（243公顷），距海平面相对高度126英尺（38米）。机场设有一条混凝土跑道，编号18/36，道面尺寸为7,004×150英尺（2,135×46米）。
2011年2月8日至2012年2月8日，该机场合计运营通航飞机21,500架次，日均保障51架次。当时有21架飞机停场：86%为单引擎，14%为多引擎。